# Lidia
Lidija je  žensko osebno ime.

## Izvor imena
Ime Lidia je različica imena Lidija.

## Pogostost imena
Po podatkih Statističnega urada Republike Slovenije je bilo na dan 31. decembra 2007 v Sloveniji število ženskih oseb z imenom Lidia: 45.

## Osebni praznik
V koledarju je ime Lidia skupaj z imenom Lidija; god praznuje 27. marca oziroma 3. avgusta.